# Anaxipha bryani
Anaxipha bryani är en insektsart som beskrevs av Lucien Chopard 1929. Anaxipha bryani ingår i släktet Anaxipha och familjen syrsor. Inga underarter finns listade i Catalogue of Life.